# Joachim von Pfeil

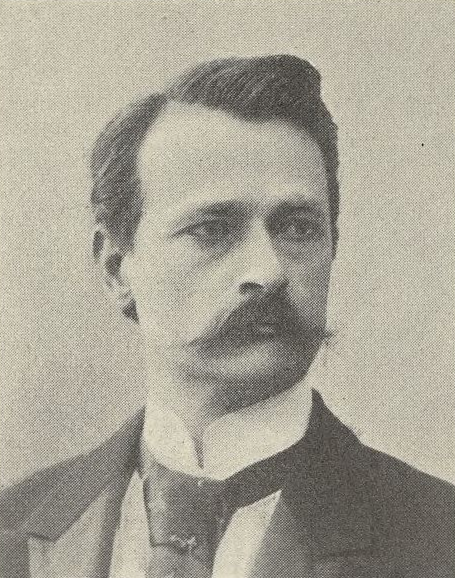
Joachim Graf von Pfeil (vor 1900)

Joachim Graf von Pfeil und Klein-Ellguth (* 30. Dezember 1857 in Neurode, Landkreis Neurode, Provinz Schlesien; † 12. März 1924 in Friedersdorf, Landkreis Lauban, Provinz Niederschlesien) war ein deutscher (preußischer) Afrikaforscher.

## Leben
Joachim Friedrich Graf von Pfeil entstammte dem Adelsgeschlecht Pfeil. Er war Sohn des preußischen Landrats Valerian von Pfeil (1819–1892) und dessen Ehefrau Antonie Gräfin von Breßler (1828–1908), Tochter des Hans Graf von Breßler und der Emma von Reichenbach-Goschütz. Sein Bruder war der sächsische Generalmajor Traugott von Pfeil. 1873 ging er auf Reisen, zunächst mit der Hermannsburger Mission nach Hermannsburg in Natal im südlichen Afrika. Von dort zog er dann in das Landesinnere, ließ sich in den Drakensbergen im Oranje-Freistaat nieder und betrieb dort Landwirtschaft und Viehzucht. Mit einer Reise im Jahre 1882 erkundete Pfeil Bereiche der Limpopo-Region.
1883 kehrte er nach Deutschland zurück und unterstützte die Idee einer deutschen Kolonisation Ostafrikas.
Er begab sich mit Carl Peters, Karl Ludwig Jühlke und August Otto 1884 nach Sansibar. Mit den Begleitern durchzog er Usegua und Usagara auf dem ostafrikanischen Festland. Während Peters und Jühlke an die ostafrikanische Küste zurückkehrten, blieben Pfeil und Otto zunächst in Usagara, um dort die erste deutsche Station anzulegen. Im Mai 1885 begab er sich von Usegua nach Kutu, das er durch Verträge für die Deutsch-Ostafrikanische Gesellschaft erwerben konnte. Dann fuhr er den Rufiji abwärts und überschritt einige Monate später das Rubehogebirge, drang in das Land der Wahehe ein und erforschte im Dezember 1885 als erster Europäer den Lauf des Ulanga, den Oberlauf des Rufiji.

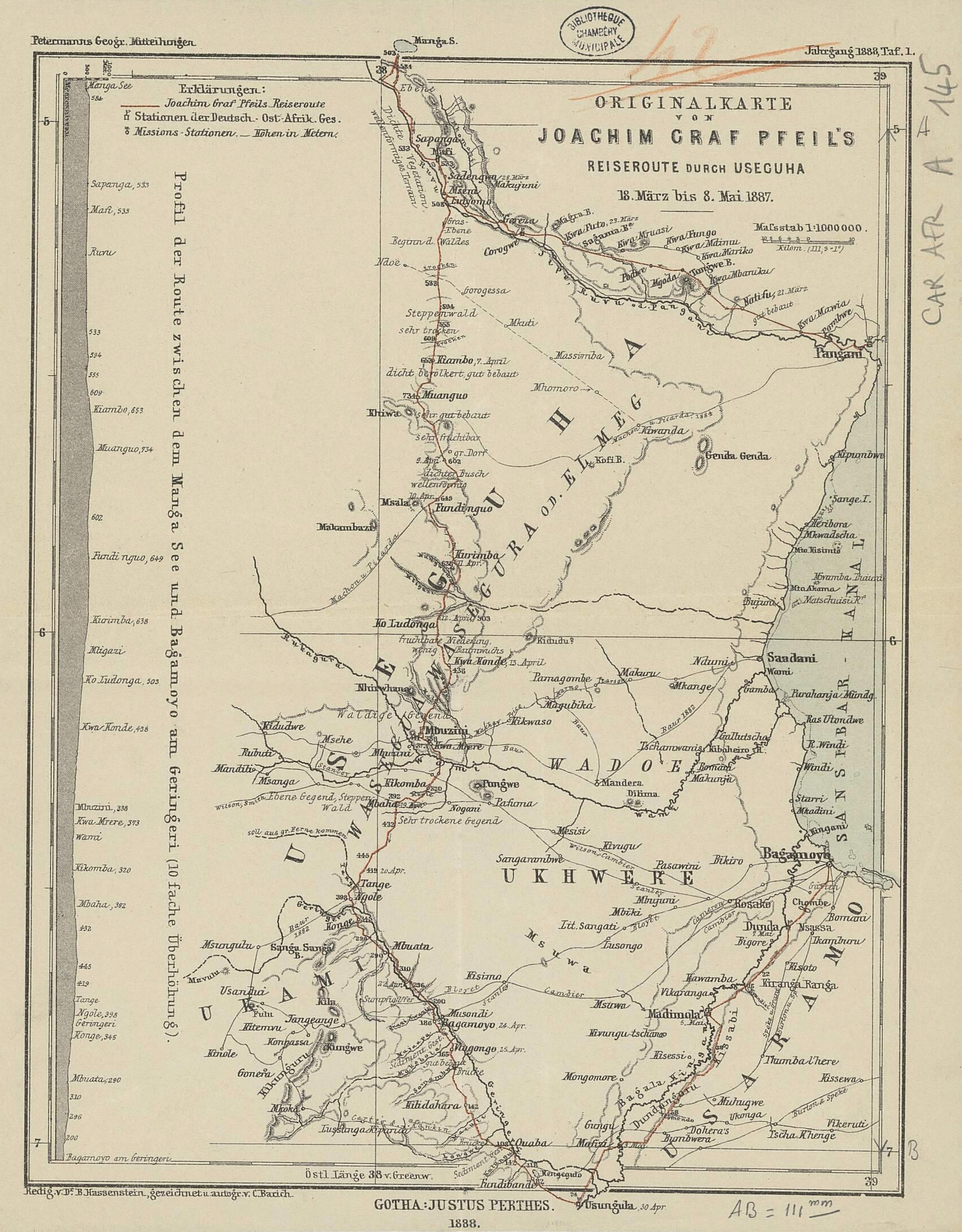
Zeitgenössische Karte zu von Pfeils Reisen durch das Useguha-Gebiet (Deutsch-Ostafrika), 1887

Vom Dezember 1886 bis Mai 1887 bereiste er den Pangani aufwärts und durchquerte Usegua von Norden nach Süden. Im Juli kehrte er zurück und trat dann in die Dienste der Neuguinea-Kompanie. Er unternahm eine Expedition in das Innere Neuguineas und nahm dann eine Stellung in der Verwaltung des Bismarck-Archipels ein, wo er unter anderem Neu-Mecklenburg durchquerte. Eine Krankheit zwang ihn, die Südsee zu verlassen. Nach einem längeren Aufenthalt auf Java traf er im Oktober 1889 wieder in Europa ein.
Von Juni bis November 1892 bereiste Pfeil im Auftrag des Syndikats für die Siedlung in Deutsch-Südwestafrika das Land vom Oranjefluss bis Windhuk und die Walfischbucht.
1895 bis 1897 war sein Bruder Marcus (1859–1916), mit dem er öfter verwechselt wird, kaiserlicher Konsul in der portugiesischen Kolonie Mosambik mit Sitz in der Hauptstadt Lourenço Marques.
1897 und 1899 nahm er an einigen Marokkoreisen Theodor Fischers teil, denen 1901 weitere Reisen nach Marokko folgten.
Seit 1906 war Graf von Pfeil Mitglied des Corps Guestphalia Jena.
Joachim Graf von Pfeil starb 1924 im Alter von 66 Jahren, seine Witwe Anna lebte noch bis 1936.

## Familie
Am 20. Oktober 1890 heiratete er in Berlin seine erste Frau Gertrud Leo (1858–1891). Bei der Geburt ihrer Zwillinge Friedrich (Fritz) († 1918) und Anton (Toni) († 1908) am 16. Oktober 1891 starb die Mutter. Joachim heiratete am 28. Mai 1895 in Friedersdorf seine zweite Frau Anna Freiin von Minutoli (1856–1936), die einzige Tochter von Alexander Freiherr von Minutoli-Woldeck. Da die zweite Ehe kinderlos blieb, adoptierte das Ehepaar 1922 den Neffen Ortwin Graf von Pfeil-Minutoli (* 13. März 1905), um die Vererbung der Güter zu regeln. Dieser fiel 1942 im Kaukasus.

## Schriften
- Vorschläge zur praktischen Kolonisation in Ost-Afrika. Rosenbaum & Hart, Berlin 1888, (Digitalisat; 2. Auflage. ebenda 1890).
- Studien und Beobachtungen aus der Südsee. F. Vieweg & Sohn, Braunschweig 1899, (Digitalisat).
- Die Gründung der Boerenstaaten. Meinecke, Berlin 1899.
- Geographische Beobachtungen in Marokko. In: „Mitteilungen der Geographischen Gesellschaft (für Thüringen) zu Jena“. Bd. 20, 1902, ZDB-ID 501248-x, S. 1–105.
- Begleitworte zur Routenkarte meiner Reisen in Marokko. In: „Mitteilungen der Geographischen Gesellschaft (für Thüringen) zu Jena“. Bd. 21, 1903, S. 1–60.
- Warum brauchen wir Marokko? (= Flugschriften des Alldeutschen Verbandes. 18, ZDB-ID 1019621-3). J. F. Lehmann, München 1904.
- Zur Erwerbung von Deutsch-Ostafrika. Ein Beitrag zu seiner Geschichte. K. Curtius, Berlin 1907, (Digitalisat).
- Ein bewegtes Leben. Erlebnisse aus seiner Jugendzeit für die Jugend erzählt. Costenoble, Jena 1911.
- Marokko. Wirtschaftliche Möglichkeiten und Aussichten (= Meereskunde Bd. 6, Heft 2 = Nr. 62, ZDB-ID 513408-0). Mittler, Berlin 1912.